# Liga MX 2025/26
Die Saison 2025/26 der mexikanischen Fußballliga MX begann am Freitag, 11. Juli 2025 mit der Begegnung zwischen dem Club Puebla und Atlas Guadalajara. Das erste Tor der Saison erzielte der mexikanische Stürmer Eduardo Aguirre in der 24. Minute zur 0:1-Führung für die Gäste, die am Ende das Spiel mit dem Ergebnis von 2:3 zu ihren Gunsten entschieden.

## Veränderungen und Modus
In Mexiko gibt es seit der Saison 2020/21 keine sportlichen Auf- und Absteiger mehr. Weil es auch keine Lizenzverkäufe gab, spielen seither stets dieselben Mannschaften in der höchsten Spielklasse.
Wie seit der Saison 1996/97 üblich, wird die Saison in eine Apertura und Clausura geteilt, so dass es 2 Meister pro Saison gibt.